# Lukács Imre
Lukács Imre, született Lővi/Lőwi (Devecser, 1908. február 4. – Budapest, 1981. február 18.) költő, író, újságíró.

## Élete
Lővi Sándor Salamon (1875–1917) fényképész, arcképfestő és Grosz Malvin (1878–?) gyermekeként született. Édesapja elesett az első világháborúban. 1945-ig szabósegédként dolgozott. 1929-ben a Kommunisták Magyarországi Pártjának tagja lett, s ekkoriban jelentek meg első írásai is. A Mert mi nem felejtünk című, 1934-ben megjelent első verseskötetét elkobozták, s hat hónapi börtönbüntetésre ítélték. 1930 és 1938 között kommunista tevékenységért, illetve sajtó- és irodalmi vétségekért több alkalommal elítélték és letöltendő börtönbüntetést szabtak ki rá. Több a KMP-hez köthető legális és illegális lap megalapítója volt itthon, s külföldi kommunista újságok létrehozásában is közreműködött. 1945-től kizárólag újságírói és írói tevékenységet folytatott. 1950-ben jelent meg válogatott verseskötete Vörös csillag aranykalásszal címmel.
Felesége Feuer Ábrahám és Neumann Ilona lánya, Feuer Margit (1909–?) volt, akit 1939. január 15-én Budapesten, az Erzsébetvárosban vett nőül.
A budapesti Farkasréti temetőben helyezték végső nyugalomra.

## Főbb művei
- Rab költő (versek, Budapest, 1936)
- Lehulló levél (versek, Budapest, 1939)
- Ének a pokolból (versek, Budapest, 1941)
- Vörös csillag aranykalásszal (versek, Budapest, 1949)
- A holnap elébe (regény Kilián Györgyről, Budapest, 1956)

## Díjai, elismerései
- Szocialista Hazáért Érdemrend